# Egemone (astronomia)
Egemone (dal greco Ηγεμόνη), o Giove XXXIX, è un satellite naturale irregolare del pianeta Giove. 

## Scoperta
È stato scoperto nel 2003 da una squadra di astronomi dell'Università delle Hawaii guidata da Scott S. Sheppard ed ha ricevuto la designazione provvisoria S/2003 J 8.

## Denominazione
Nel 2005, l'Unione Astronomica Internazionale (IAU) gli ha assegnato la denominazione ufficiale in riferimento a Egemone, che nella mitologia greca è una delle Grazie e figlia di Zeus.

## Parametri orbitali
Egemone è caratterizzata da un movimento retrogrado ed appartiene al gruppo di Pasife, composto da satelliti retrogradi ed irregolari che orbitano attorno a Giove ad una distanza compresa fra 22,8 e 24,1 milioni di chilometri, e con una inclinazione orbitale compresa fra 144,5° e 158,3°.
Il satellite ha un diametro di circa 3 km e orbita attorno a Giove in 745,5 giorni, con un'inclinazione di 153° rispetto all'eclittica (151° rispetto al piano equatoriale del pianeta) e un'eccentricità orbitale di 0,4077.